# Голинелли, Стефано
Стефано Голинелли (итал. Stefano Golinelli; 26 октября 1818, Болонья — 3 июля 1891, Болонья) — итальянский пианист, музыкальный педагог и композитор.
Училсяж в Болонье у Бенедетто Донелли, где был уже в 1836 году замечен Джоаккино Россини. В 1839 г. отправился в Милан, где прошёл курс композиции под руководством Никола Ваккаи. По возвращении в Болонью был по предложению Россини в 1840 году утверждён профессором фортепиано в Болонском музыкальном лицее, где преподавал в течение 31 года; затем в 1876—1881 гг. член совета директоров лицея. Одновременно вёл карьеру концертного пианиста, особенно начиная с 1842 года, когда одобрительный критический отзыв Фердинанда Хиллера открыл ему дорогу к международным гастролям — в частности, в 1851 году в Лондоне он выступал в ансамбле с Камилло Сивори и Альфредо Пиатти.
Композиторское наследие Голинелли включает 234 фортепианных сочинения, среди них наиболее значительны пять сонат (1845, 1850, 1850, 1852, 1858) и два цикла из 24 прелюдий, первый из которых (Op. 23, 1845) посвящён Россини. Кроме того, Голинелли написал три струнных квартета и несколько других камерных и церковных сочинений. Под редакцией Голинелли в Италии вышел ряд пьес Фридерика Шопена. Наиболее заметными учениками Голинелли были преподававшие в Лицее после него Джованни Поппи и Густаво Тофано, а также Эудженио Пирани.